# Моргачёв, Никита Андреевич
Никита Андреевич Моргачёв (родился 3 мая 1981, Москва) — российский спортсмен, мастер спорта по академической гребле, чемпион Европы 2007 года.

## Биография
Участник десяти чемпионатов мира и девяти чемпионатов Европы (на конец 2017 года). 
Лучший результат на чемпионатах мира: 5-е место в восьмёрке в 2015 году и 5-е в парной четвёрке в 2011 году.
Чемпион Европы 2007 и бронзовый призёр 2016 года в соревнованиях парных четвёрок, а также серебряный (2014) и бронзовый призёр (2015) в гонках восьмёрок.
Член сборной команды России на летних Олимпийских играх 2008 года в Пекине (7-е место M4x), в Лондоне-2012 (8-е место M4x) и Рио-2016 (10-е место M4-).